# Краснохвостый лемур
Краснохвостый лемур (лат. Lepilemur ruficaudatus) — вид лемуров из семейства Лепилемуровые.

## Описание
Зрение бинокулярное. Слепая кишка увеличена. Подушечки пальцев крупные и плоские, что является приспособлением к древесному образу жизни. Шерсть на спине светлая серо-коричневая, спереди с красноватым оттенком. На брюхе и груди шерсть светло-серая или белая. Средняя масса составляет 860 грамм, средняя длина тела 24,3 см, средняя длина хвоста 24,2 см.

## Распространение
Встречаются в сухих лесах западного Мадагаскара к северу от рек Мангуки и Цирибихина. На севере ареал граничит с ареалом родственного вида Lepilemur randrinanasoli.